# Торбаевское сельское поселение
Торбаевское сельское поселение — муниципальное образование (сельское поселение) в Касимовском районе Рязанской области.
Административный центр — село Торбаево.

## История
Торбаевское сельское поселение образовано в 2006 г. из Торбаевского и Кольдюковского сельских округов. Торбаевский сельский округ, в свою очередь, был переименован из Болотцынского сельского округа в 1998 г.

## Население
| 2010  | 2012  | 2013  | 2014  | 2015  | 2016  | 2017  |
| ----- | ----- | ----- | ----- | ----- | ----- | ----- |
| 1953  | ↘1923 | ↗1928 | ↘1909 | ↘1891 | ↘1860 | ↘1834 |
| 2018  | 2019  | 2020  | 2021  |       |       |       |
| ↗1836 | ↗1849 | ↗1868 | ↗1913 |       |       |       |

## Состав сельского поселения
| №  | Населённый пункт | Тип населённого пункта       | Население |
| -- | ---------------- | ---------------------------- | --------- |
| 1  | Барамыково       | деревня                      | 13        |
| 2  | Барсуки          | деревня                      | 0         |
| 3  | Болотцы          | село                         | ↘52       |
| 4  | Кольдюки         | село                         | 397       |
| 5  | Кульчуково       | деревня                      | 16        |
| 6  | Мотказино        | деревня                      | ↘12       |
| 7  | Подлипки         | село                         | ↗840      |
| 8  | Рылово           | деревня                      | 6         |
| 9  | Самуиловка       | деревня                      | ↘68       |
| 10 | Сиданово         | деревня                      | 0         |
| 11 | Торбаево         | село, административный центр | ↘469      |
| 12 | Федоровка        | деревня                      | 0         |
| 13 | Чернецы          | деревня                      | ↘31       |
| 14 | Шемордино        | деревня                      | 49        |

15 января 2014 года деревня Баромыково была переименована в Барамыково